# Sestrč (vrch)
Sestrč (999,9 m n. m.) je vrchol na Liptově v Chočských vrších.
Vypíná se v geomorfologickém podcelku Sielnické vrchy mezi Kráľovou (876,6 m n. m.) na jihu a sedlem Poľana (845 m n. m.) je oddělen od Sielnické hory (1051,4 m n. m.) na severoseverozápadě. Východní svahy prudce spadají do Sestrčskej doliny, zatímco západní svahy jsou mírnější a spadají do doliny Kalamenianky. Východní část hřbetu vedoucího z vrcholu na sever do sedla Poľana má výrazně skalnatý charakter.
Na vrcholu se nacházejí zbytky Liptovského hradu, na jehož místě stávalo halštatské hradiště opevněné vysokým půlkruhovým valem, z tohoto období pravděpodobně pocházejí i nálezy bronzových předmětů. Kromě toho se ve vrcholovém bradle nachází jeskyně, která byla osídlena již v eneolitu.
Z vrcholové plošiny je pěkný kruhový výhled do okolí. Vrchol je dostupný z obce Kalameny po žlutě značené trase a z obce Bukovina po červeně značeném chodníku.